# Blepharella fuscipennis
Blepharella fuscipennis är en tvåvingeart som först beskrevs av Louis-Paul Mesnil 1952.  Blepharella fuscipennis ingår i släktet Blepharella och familjen parasitflugor.
Artens utbredningsområde är Kongo. Inga underarter finns listade i Catalogue of Life.